# Sōji-ji
Ne doit pas être confondu avec Sōji-ji soin.
Le Sōji-ji (總持寺) est l'un des deux temples principaux de l'école Sōtō du bouddhisme zen au Japon. Il se trouve dans le quartier de Tsurumi-ku de la ville de Yokohama (préfecture de Kanagawa). L'autre temple important de cette école est l'Eihei-ji dans la préfecture de Fukui.

## Histoire
Ce temple a été fondé en 1321 par Keizan Jōkin (1268-1325) dans l'actuelle préfecture d'Ishikawa. Mais après que le temple eut brûlé, en 1898, le Soji-ji a été reconstruit à Yokohama. Le temple originel a été reconstruit sous le nom Sōji-ji soin (« temple mère »).